# Little Rock Challenger
O Little Rock Challenger é um torneio tênis, que faz parte da série ATP Challenger Tour, realizado dede 2019, em piso duro, em Little Rock, Estados Unidos.

## Edições

### Simples
| Ano  | Campeões  | Finalistas   | Placar        | Ref |
| ---- | --------- | ------------ | ------------- | --- |
| 2019 | Dudi Sela | Lee Duck-hee | 6–1, 4–3 ret. |     |

### Duplas
| Ano  | Campeões                           | Finalistas            | Placar            | Ref   |
| ---- | ---------------------------------- | --------------------- | ----------------- | ----- |
| 2019 | Matías Franco Descotte Orlando Luz | Treat Huey Max Schnur | 7–5, 1–6, [12–10] | [ 2 ] |